# گو گون هان
گو گون هان (کره‌ای: 고건한) بازیگر اهل کره جنوبی است. او به خاطر ایفای نقش در درام‌هایی همچون حالا با عشق تمیز کن، افسانه نوکدو و خانه شیرین شناخته می‌شود. او در فیلم نبرد جنگساری نیز حضور پیدا کرده‌است.

## فیلم‌شناسی

### مجموعه تلویزیونی
| سال  | عنوان                | نقش                 | منابع         |
| ---- | -------------------- | ------------------- | ------------- |
| ۲۰۱۴ | امتحان الهی ۴        | پسر کانگ سو ها      | [ ۴ ]         |
| ۲۰۱۵ | اوه ونوس من          | آقای بیونگ          | [ ۵ ]         |
| ۲۰۱۶ | شب پرستاره گوهو      | سو وون              | [ ۶ ]         |
| ۲۰۱۷ | اگه تو یک فصل بودیم  | لی جونگ هو          | [ ۷ ]         |
| ۲۰۱۷ | مبارزه برای راهم     | همکار مو بین        | [ ۸ ]         |
| ۲۰۱۷ | من ربات نیستم        | سانیپ               | [ ۹ ]         |
| ۲۰۱۸ | شرکای عدالت          | کیم جون ته          | [ ۱۰ ]        |
| ۲۰۱۸ | داستان پری           | پارک شین سون        | [ ۱۱ ]        |
| ۲۰۱۸ | حالا با عشق تمیز کن  | جون یونگ شیک        | [ ۱۲ ]        |
| ۲۰۱۹ | بازرس ویژه کار       | کیم سون وو          | [ ۱۳ ]        |
| ۲۰۱۹ | نامه تولد            | جو هام دوک          | [ ۱۴ ]        |
| ۲۰۱۹ | افسانه نوکدو         | یون گوم             | [ ۱۵ ]        |
| ۲۰۲۰ | کارآموز تازه‌کار      | اوه دونگ گون        | [ ۱۶ ]        |
| ۲۰۲۰ | خانه تولد            | چوی یون جه          | [ ۱۷ ]        |
| ۲۰۲۱ | نجانم بده اولدی      | یو گی هیون          | [ ۱۸ ]        |
| ۲۰۲۱ | خواهران انقلابی      | بیون سا چه          | [ ۱۹ ]        |
| ۲۰۲۱ | تو بهار منی          | دوست‌پسر سابق اون ها | [ ۲۰ ]        |
| ۲۰۲۲ | از میان تاریکی       | یانگ یونگ چول       | [ ۲۱ ] [ ۲۲ ] |
| ۲۰۲۲ | دادستان نظامی دوبرمن | یون سانگ گی         | [ ۲۳ ]        |
| ۲۰۲۲ | پونگ روانپزشک چوسان  | لی هو جون           | [ ۲۴ ]        |
| ۲۰۲۲ | کافه حقوق            | وکیل منگ            | [ ۲۵ ]        |
| ۲۰۲۲ | نارکو تصادفی         | دونگ وو             | [ ۲۵ ]        |
| ۲۰۲۲ | عشق قراردادی         | لی سون هو           | [ ۲۶ ]        |
| ۲۰۲۳ | راننده تاکسی         | ویکتور              | [ ۲۷ ]        |